# PC-FX
De PC-FX is NEC's 32-bits opvolger van de PC Engine spelcomputer en werd in Japan uitgebracht op 23 december 1994. De PC-FX gebruikte enkel cd's als mediadrager in tegenstelling tot de PC Engine die gebruikmaakte van HuCards (hoewel een cd-station als optioneel toebehoren verkrijgbaar was).
Wat tevens ongebruikelijk was voor de PC-FX was het ontwerp. Het stond rechtop als een computertoren terwijl de meeste andere spelcomputers uit die tijd een vlak ontwerp hadden.
De vorm van de besturingscontroller leek sterk op die van de Sega Mega Drive maar met meer bedieningsknoppen.
Een andere interessante eigenschap was dat de PC-FX beschikte over drie uitbreidingspoorten terwijl deze bij spelcomputers vrijwel niet benut worden maar wel bijdraagt aan hogere fabricagekosten en dus hogere verkoopprijs zonder dat hier voor de eindgebruiker speelplezier of -gemak tegenover staat.

## Geschiedenis
Het ontwerp van de PC-FX was gebaseerd op een door NEC nieuw ontworpen 32-bit ontwikkelingsuitrusting "Iron Man". Iron Man werd ontwikkeld in 1992 terwijl de PC Engine nog vrij veel populariteit genoot. Terwijl medio 1992 de eerste werkende demonstratie-eenheden werden getoond startte NEC onderhandelingen met third-party softwareontwikkelaars om een op de Iron Man-technologie gebaseerde spelcomputer te lanceren.
Vele softwareontwikkelaars voor de PC Engine waren geschokt en niet-geïnteresseerd aangezien de markt voor de PC Engine nog steeds groeide. Dientengevolge stopte NEC met de verdere ontwikkeling van de Iron Man-architectuur en bleef wijzigingen aanbrengen aan de PC Engine. Tegen 1993 werd het 32-bits 3DO-platform gelanceerd met veel belangstelling uit de softwareontwikkelingshoek en maakten Sega en Sony bekend dat respectievelijk de Saturn en de PlayStation aan het einde van 1994 op de Japanse markt zouden worden gebracht. Verder was ook Bandai bezig met de voorbereidingen van de lancering van een eigen 32-bits spelcomputer, de Playdia.
Hierdoor werd NEC haastig gedwongen een beslissing te nemen omtrent hun nieuwe spelcomputer, om hun grote third-party softwareontwikkelaars te behouden en die de PC Engine zo succesvol maakte.
In plaats van voldoende tijd te besteden aan de ontwikkeling van een nieuw en krachtiger platform dat tevens geschikt was om de concurrentiestrijd met de spelsystemen van de concurrentie aan te gaan koos NEC er voor om de nu reeds verouderde 32-bits Iron Man-architectuur uit te rollen en te gebruiken in de PC-FX.
Het resultaat was dat NEC bleef zitten met een minder krachtig systeem dat geen indruk maakte op zowel ontwikkelaars als consumenten en wat uiteindelijk heeft geleid tot zijn zeer vroege val.
Aangezien PC-FX worstelde voor het verkrijgen van een marktaandeel in de spelcomputermarkt werd NEC veel liberaler dan de meeste concurrenten ten aanzien van de softwaretitels die uitgebracht mochten worden voor het platform, in een poging om - het even welke - ontwikkelingssteun te verkrijgen. Dientengevolge heeft de PC-FX een reputatie verworven voor zijn overvloed aan hentai en datingsimulatietitels.

## Technische specificaties
Processor

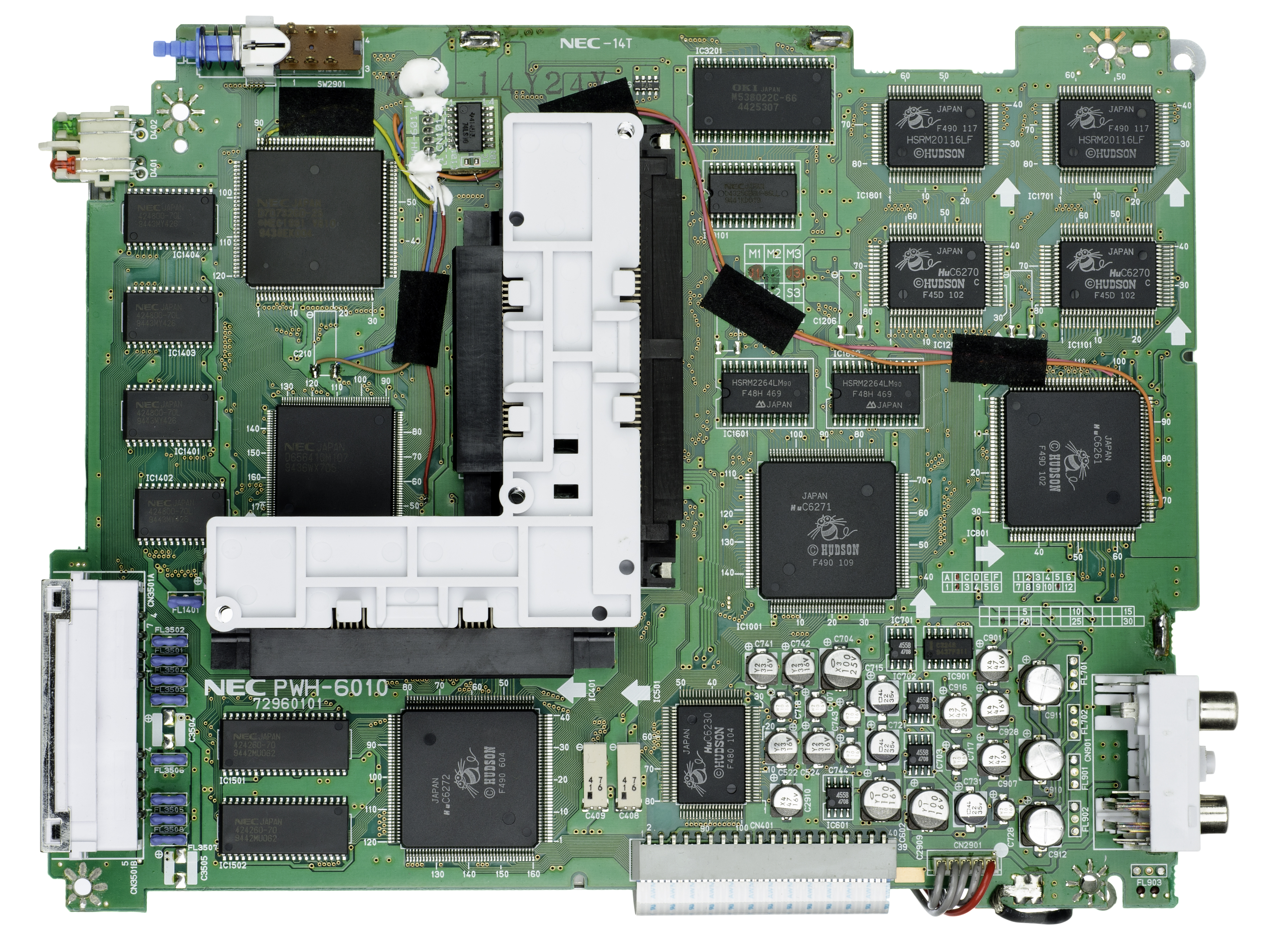
Moederbord van een PC-FX

- 32-bit NEC V810 RISC met een kloksnelheid van 21,5 MHz, 15,5 MIPS, 5-Way Superscalar

Geheugen
- 2 MB RAM (werkgeheugen)
- 1 MB gedeelde RAM-geheugen (voor achtergrondgenerators, cd-rom DMA, bewegingsdecoder en ADPCM)
- 256 kB toegewezen VRAM (voor HuC6270-chips)
- 1 MB OS ROM
- 256 kB cd-buffer
- 32 kB back-up RAM.

Video
- Resoluties: 256 × 240, 320 × 240, 256 × 480 (interlaced) en 320 × 480 (interlaced) beeldpunten
- 6 achtergrondlagen
- 2 spritelagen
- 1 bewegingsdecoderlaag gegenereerd van RLE-gecodeerde of op JPEG-gelijkende gegevens

Geluid
- 16-bit stereo cd-da
- 2 ADPCM-kanalen tot maximaal 31,5kHz met links/rechts panorama
- 6 5-bit samplekanalen met links/rechts panorama

Uitbreiding
- 1 geheugenuitbreidingssleuf
- 1 back-up RAM Cardsleuf
- 1 processor uitbreidingssleuf